# Булонь, Луи Старший
Луи Булонь Старший, более известный как Старый, или Луи-отец (фр.  Louis Boulogne, Boullogne, Bouloigne, Boulongne, Boullongne, Louis Boullogne le Vieux, Louis le père; 8 августа 1609, Париж, Королевство Франция — июнь 1674, там же) — французский рисовальщик, живописец и гравёр эпохи «большого стиля» Людовика XIV. Мастер репродукционной гравюры в технике офорта. Представитель большой художественной семьи.

## Биография
Луи Булонь был сыном Луи Булоня (Первого) и Мари Реньотон. Пройдя обучение у художника в предместье Сен-Жермен, а затем, вероятно с 1629 года, у живописца Жака Бланшара, он отправился в Италию благодаря пaнсиону, предоставленному городом Парижем, и остановился в Риме, где находился с 1634 по 1637 год. В Риме он изучал картины выдающихся итальянских художников и создал, в частности, гравюру по картине Гвидо Рени «Похищение Елены», а затем, возможно, ненадолго остановился в Венеции, где создал гравюру «Мученичество святого Себастьяна» по живописному оригиналу Веронезе.
По возвращении во Францию Луи Булонь поселился в Париже. Он внёс свой вклад в организацию Королевской академии живописи и скульптуры и занимал должность профессора академии с 1656 года до своей смерти. В 1672 году он, под руководством Шарля Лебрена принимал участие в работах по украшению гробницы канцлера Пьера Сегье.
Луи Булонь экспонировал свои работы в Парижском салоне 1673 года. Для Собора Парижской Богоматери Луи Булонь написал «Святого Симеона», «Чудо Святого Павла в Эфесе» и «Обезглавливание Святого Павла».
Все четверо его детей стали художниками: два сына, известные как Бон Булонь Старший и Луи Булонь Младший, и две дочери, Женевьева и Мадлен. Женевьева вышла замуж за скульптора Жан-Жака Клериона (ок. 1640—1714).

## Галерея
- Святое семейство у колонны. До 1674. Офорт
- Прокрида, предлагающая стрелу Артемиды Кефалу. До 1674
- Смерть Клеопатры. Ок. 1640. Холст, масло. Музей Великого века, Сен-Клу
- Даная и золотой дождь. Холст, масло. Частное собрание
- Амур и Психея. До 1674. Шпалера. Картон Л. Булоня по оригиналу Рафаэля Санти. Шато де По